# シャマルパ
シャマルパ（チベット語　ཞྭ་དམར་པ་ 　ワイリー式転写Zhwa dmar  pa） はチベット仏教、カギュ派の活仏名跡であり、シャマル・リンポチェ、または正式にクンズィン・シャマル・リンポチェと呼ばれ、カルマ・カギュ赤帽派の指導者である。阿弥陀仏の化身とされる。本寺とするのはヤンパチェン寺である。至近のシャマルパ14世は1952年、カムのデルゲで誕生し、4歳でツルプ寺へ入門したときにカルマパ16世によって正式にシャマルパ14世として認定される。2014年6月11日、シャマルパ14世は遷化した。

## 歴史
初代シャマルパであるケートゥプ・タクパサンギェー（1283～1349）はカルマパ3世の弟子である。カルマパ2世の預言書の中に「我は2つの体を持って転生する」とあったことから、カルマパ3世は自分以外の二世の生まれ変わりを探し、見つかったタクパ・サンギェーに赤いルビーの入った宝冠を授けた。これはカルマパ、シャマルパが不可分の存在であることを示している。これは紅冠（紅帽）と呼ばれるが、これは『劫波経』に説かれる、「六道の有情の衆生を救う赤い帽子をかぶった大菩薩が現れる」というものがあり、これを根拠としている。
| 代数 | 名前                             | 生没年          | 備考 |
| ---- | -------------------------------- | --------------- | ---- |
| 1世  | ケートゥプ・タクパサンギェー     | 1284年 - 1349年 |      |
| 2世  | カチェー・ワンポ                 | 1350年 - 1405年 |      |
| 3世  | チョパル・イェーシェー           | 1406年 - 1452年 |      |
| 4世  | チューキ・ダクパ                 | 1453年 - 1524年 |      |
| 5世  | クンチョク・イェンラク           | 1526年 - 1583年 |      |
| 6世  | チューキ・ワンチュク             | 1584年 - 1629年 |      |
| 7世  | イェーシェー・ニンポ             | 1631年 - 1694年 |      |
| 8世  | ペルチェン・チューキ・トンドゥプ | 1695年 - 1732年 |      |
| 9世  | クンチョク・ギャウェージュンネー | 1733年 - 1741年 |      |
| 10世 | ミパム・チュートゥプ・ギャムツォ | 1742年 - 1793年 |      |
| 11世 | 政治的原因により不明             |                 |      |
| 12世 | ティセ・ジャムヤン               | 1880年 - 1947年 |      |
| 13世 | ティンレー・クンチョプ           | 1948年 - 1950年 |      |
| 14世 | ミパム・チューキ・ロドゥ         | 1952年 - 2014年 |      |